# Tom McKean
Tom McKean (né le 27 octobre 1963 à Bellshill) est un athlète britannique spécialiste du 800 mètres.

## Carrière
Il se révèle durant la saison 1986 en remportant sous les couleurs de l'Écosse la médaille d'argent des Jeux du Commonwealth d'Édimbourg avant d'obtenir le même métal lors des Championnats d'Europe de Stuttgart, terminant derrière son compatriote Sebastian Coe. Il remporte son premier titre lors d'une compétition internationale majeure à l'occasion des Championnats d'Europe en salle de 1990 où il s'impose sur 800 m en 1 min 46 s 22 devant l'Espagnol Tomás de Teresa. En août 1990, à Split, Tom McKean s'adjuge le titre continental en plein air avec le temps de 1 min 44 s 76.
Le 13 mars 1993, Tom McKean remporte la médaille d'or des Championnats du monde en salle de Toronto devant le Burundais Charles Nkazamyampi. 
Son record personnel sur 800 m est de 1 min 43 s 88, établit à Londres en 1989.

## Palmarès
| Année | Compétition                    | Lieu      | Place | Épreuve   |
| ----- | ------------------------------ | --------- | ----- | --------- |
| 1986  | Jeux du Commonwealth           | Édimbourg | 2e    | 800 m     |
| 1986  | Championnats d'Europe          | Stuttgart | 2e    | 800 m     |
| 1987  | Championnats du monde          | Rome      | 8e    | 800 m     |
| 1990  | Championnats d'Europe en salle | Glasgow   | 1er   | 800 m     |
| 1990  | Jeux du Commonwealth           | Auckland  | 2e    | 4 x 400 m |
| 1990  | Championnats d'Europe          | Split     | 1er   | 800 m     |
| 1993  | Championnats du monde en salle | Toronto   | 1er   | 800 m     |
| 1993  | Championnats du monde          | Stuttgart | 8e    | 800 m     |